# هالستن ستنكيلسون
هالستن ستنكيلسون (بالسويدية: Halsten Stenkilsson أو Hallsten Stenkilsson، و بالآيسلندية القديمة: Hallstein، و بالإنجليزية: Alstan) كان ملكاً للسويد، وهو ابن الملك السويدي ستنكيل وأميرة سويدية. أصبح ملكاً للسويد بعد موت والده ستنكيل في سنة (1066)، و ربما يكون قد حكم جنباً إلى جنب مع أخيه إنغه الأكبر. تاريخ وفاته غير معروف.
قليلٌ ما هو معروف عن زمانه كملك، في تعليقة في أعمال آدم البريمني، ذُكِرَ أنه تم انتخابه ملكاً بعد موت مطالبين للعرش؛ و لكن أُطيح بهما بعد فترةٍ قصيرة. القول بأنه حكم جنباً إلى جنب مع أخيه إنغه له بعض الدلائل من المراسيم الباباوية التي تعود إلى سنة 1081 من قبل غريغوري السابع، و التي تشير إلى ملكين بالأحرف A و I، حيث يُطلق عليهما ملكي فستريوتلاند (rege wisigothorum). و مع ذلك فإنه من الممكن أن يكون الملك A هو هوكان الأحمر. حكمه المشترك مع أخيه إنغه أيضاً مذكور في ملحمة هارفار. في قائمة الملوك في القانون الويستغوثي، يقال أنه كان لبقاً ومبتهجاً، وكلما عُرضت عليه قضية، كان يحكم بإنصاف، و هذا كان سبب حزن السويد على وفاته. كان والداً لكل من الحاكمين المشتركين فيليب هالستنسون وإنغه الأصغر.
ملحمة هارفار و التي تعد من المصادر القليلة عن الملوك لهذا العصر، لديها ما يلي لتخبره:
| Hallsteinn hét sonr Steinkels konungs, bróðir Inga konungs, er konungr var með Inga konungi, bróður sínum. Synir Hallsteins váru þeir Philippus ok Ingi, er konungdóm tóku í Svíþjóð eptir Inga konung gamla. | الملك ستينكيل كان لديه بالإضافة إلى إنغي، ابن آخر يُدعى هالستين الذي حكم جنباً إلى جنب مع أخيه. ابني هالستين هم فيليب وإنغي، والذين خلفا عرش مملكة السويد بعد وفاة الملك إنغي الأصغر. |  |